# Stadsparkkerk
De Stadsparkkerk is een kerkgebouw in de stad Groningen. De kerk, een ontwerp van Egbert Reitsma, staat aan de Paterswoldseweg naast de Neboflat. Beide gebouwen zijn gemeentelijk monument.
De Stadsparkkerk werd gebouwd als Gereformeerde kerk voor de stadsuitbreiding aan de zuidwestkant van Groningen. De kerk werd halverwege de vijftiger jaren van de twintigste eeuw ontworpen in combinatie met het naastgelegen bejaardencentrum. Het is een vrijstaande achthoekige centraalbouw met een koperen tentdak. De kerkzaal bevond zich op de eerste verdieping. Aan de buitenzijde is in baksteen de tekst "Wij prediken Christus de gekruisigde" aangebracht.
De bouw vond grotendeels plaats in 1957 en de kerk werd op 20 augustus 1958 in gebruik genomen. Aan de kerk vastgebouwd is een kosterswoning, die in 1959 gereed kwam.
In 2000 werd de kerk afgestoten door de Gereformeerde kerk en verkocht aan de Vrije Baptistengemeente Groningen die de kerk tot maart 2012 heeft gebruikt. Vervolgens werd de kerkzaal verbouwd tot appartementen: sinds 2014 huisvest het gebouw theologiestudenten.